# システム思考
システム思考（Systems thinking）は、世界の複雑さをシステムとして全体や関係性の観点から捉える方法である。部分に分割するのではなく、全体として理解することで、複雑な状況において効果的な行動を導くための手段として用いられる。
例えば自然界では、システム思考の対象の例として、例えば、大気、水、植物、動物など相互に作用を及ぼす多様な要素を含む生態系（エコシステム）があげられる。組織について言えば、システムは、組織を健康や不健康にするように機能する、人、構造、プロセスから構成される。システム工学は、複雑な工学システムを設計、構築、運行、維持するためにシステム思考を利用する。日本語の表記は「システムズ・シンキング」「システム・シンキング」とされることもある。

## 概要
ルートヴィヒ・フォン・ベルタランフィらが提唱した一般システム理論では、人工物や生物の身体、社会集団など、様々な現象をシステムとして捉える考え方である。この理論をベースに、企業や自治体の経営課題、環境問題といった複雑な社会システムの課題を解決するために、「システム」「情報」「制御」といった概念ツールを組み合わせて実践的に利用可能なアプローチとしてシステム思考が発展した。
「システムとして捉える」とは、事象を部分的に見るのではなく、全体の構成要素間のつながりや相互作用に注目することを意味する。システムの各要素は、それぞれが他の要素や環境から分離されると異なる挙動をするという前提にある。システム思考は全体論的な視点を持ち、デカルトの還元主義とは対照的な考え方といえる。
システム思考では、全ての人間活動は開放系であり、環境からの影響を受ける。複雑系では、出来事は時間や距離によって異なり、小さな出来事が大きな変化を引き起こすことがある（レバレッジポイント）。また、ある領域での変化が別の領域で逆の変化をもたらすこともある。そのため、縦割りの思考の弊害を避け、全てのレベルでの有機的なつながりを強調する。
これらを踏まえて、システムの構造や関係性を確認し、システムを制御する・あるいは介入することで課題解決を図るのがシステム思考の考え方である。

## 歴史
システム思考は、ヤン・スマッツのホーリズムから、1940年のベルランフィの一般システム理論や、1950年代のウィリアム・ロス・アシュビーが説いたサイバネティックスに至る広範な起源に由来する。この分野は、さらにジェイ・フォレスターやMITの組織学習協会の会員によって展開された。

### 一般システム理論
1945年、生物学者のベルタランフィが「一般システム理論」を発表した。当時、生物は一種の機械なのか、何か霊魂のような身体とは別なものがコントロールしているのかという「機械論」「生気論」論争があったが、ベルタランフィは、生物とはそれぞれの器官が外界と相互作用する開放系のシステムであると定義した。そしてこのシステムの状態を保っている（制御している）のは、情報であると考えた。それを踏まえ生物だけではなく、この世のあらゆる事象をシステムとして捉え、世の中の課題に取り組むための理論が一般システム理論である。
一般システム理論は、全体論的なシステム観を持ち、デカルトの還元主義と相対する。そのシステムの各要素は、環境やシステムの他の要素から分離した場合、異なる振る舞いを見せるという前提に基づく。
全体のシステムを構成する要素間のつながりと相互作用に注目し、その上で、全体の振る舞いに洞察を与える。全ての生物活動は開放系であり、それゆえ、環境からの影響を受ける。システム理論では、複雑系において、出来事は距離と時間によって区別され、 小さな種となる出来事がシステムにおける大きな変化へとつながりうる。 ある領域での変化が、別の領域で逆向きの変化をもたらすこともある。 従って、縦割りの思考の弊害をさけるため、全てのレベルでの有機的なつながりを強調する。

### サイバネティックス
ベルタランフィと同時期に、システムの側から生物とシステムの関係を研究していたのが、MITのノーバート・ウィーナーらのサイバネティックス研究である。1940年、ウィーナーはアメリカ国防研究委員会（NDRC）主導の研究に加わり、対空高射砲の射撃制御（自動追随）装置開発を始める。その研究課題について友人の神経生理学者、アルトゥーロ・ローゼンブリュートに話をしたことから、フィードバック制御という人体の働きとの共通点に気づき、共同で研究を行うことになった。
航空機による戦いが主役となった第二次世界大戦では、対空砲などの兵器では、敵機の動きを計測しその動きを予測しながら尚且その目的に弾を当てるための制御の開発が急務であった。フィードバック制御の理論を取り入れて開発されたのがサーボ機構である。
1942年、ウィーナーは、ローゼンブリュートらとの共同論文「Extrapolation, Interpolation and Smoothing of Stationary Time Series with Engineering Applications」を「脳抑制会議 (The cerebral Inhibition Meeting)」の場で発表する。
この会議では、社会学者、生理学者、神経学者が多く出席していた。この脳抑制会議が「サイバネティックス会議」とも呼ばれた、戦後の「生物学と社会科学におけるフィードバック機構と循環因果律システムに関する会議 (The Feedback Mechanisms and Circular Causal Systems in Biology and the Social Sciences Meeting)」いわゆるメイシー会議につながっていく。

### システムダイナミクス
フィードバック制御を取り入れて第二次世界大戦で活躍したサーボ機構、そして戦後の北米防衛システムSAGE（Semi-Automatic Ground Environment）の開発責任者が、ウィーナーと同じMITのジェイ・フォレスターである。SAGEの開発に目処がついた1956年、フォレスターは軍事の分野から離れて、同じMITのスローン経営大学院に移り、経営や社会システムにこのフィードバック制御の原理を応用するようになる。
この手法がシステムダイナミクスであり、フォレスターはその生みの親と呼ばれるようになった。
フォレスターのシステムダイナミクスは、サーボメカニズムの考え方を応用し、その対象は経営問題だけでなく都市問題、さらには地球全体の課題解決にも向かった。1972年ローマクラブが提唱した「成長の限界」において、システムダイナミクスを活用したシミュレーションモデルでは、これ以上無制御な経済成長は資源の枯渇や環境破壊など、地球に深刻なダメージを与えることを明らかにした。
その翌年に起こったオイルショックはこのローマクラブの予言が当たったとされ、この「成長の限界」レポートやフォレスターのチームが作成したシミュレーションモデル『World３』は、世界から注目を集めることになった。

### システムダイナミクスからシステム思考（狭義）へ
システムダイナミクスは、システム内でつながり合う要素同士の関係を、ストック・フロー・変数・それらをつなぐ矢印の４種類で表す。その分析（定量分析）には微積分の知識や専用のコンピュータソフトの助けが必要であり、またこの仕組みを知らない人への説明が難しい。そこで、このモデルの要素である変数のつながり、フィードバック関係を直感的にわかりやすく説明するツールとして、「因果ループ図」が提案された。
因果ループ図は、要素間の因果関係を有向グラフ（ダイグラフ）として表し、その構造を利用して振舞の特徴把握や定性的な分析を行うものであり、主に経営・経済問題の分析など定量的な把握が困難なものに関して用例が見られる。
このシステムダイナミクスの定性モデルをポピュラーにしたのが、ピーター・センゲ（英語: Peter Senge）の「The Fifth Discipline（ISBN 0385517254、邦訳『最強組織の法則』（徳間書店 1995年 ISBN 419860309X））で、同書は因果ループによるシステム思考をコアにしながら、ビジネスの組織と人間の行動、学習する組織について論じている。同書を契機にこの因果ループ図を活用したシステムダイナミクスの定性モデリング手法は、「システム思考」として広く利用されるようになった。
現在「システム思考」という言葉を使う際、世の中をシステムとして捉え「システム」「情報」「制御」を柱として課題解決を図るための思考法全体を指す場合と、システムダイナミクスの定性分析手法としての「システム思考」を指す使い方がある。
慶応義塾大学大学院システムデザイン・マネジメント研究科では、前者を「広義のシステム思考」、後者を「狭義のシステム思考」と区別して使用している。

## 因果ループ図
因果ループ図（Causal Loop Diagram, CLD）は、システム思考のツールの一つであり、システム内の要素とその要素間の因果関係を視覚的に表現するために使用される。これにより、システムの動作やパターンを理解しやすくなり、複雑な問題の解決に役立つ。因果ループ図は、特にフィードバック・ループやシステム原型の理解において重要な役割を果たす。

因果ループ図の一例（英語）

因果ループ図は、システムの主要な変数を名詞として列挙し、それらの変数間の因果関係を矢印で結びつけることで構造化する。各矢印は、ある変数が他の変数に与える影響を示し、その影響がどのようにフィードバックされるかを表す。因果ループ図を用いることで、システム内の要素間の相互作用を視覚化し、全体像を把握することができる。

### 構成要素
因果ループ図は基本的に以下の要素によって描出される。

#### 変数
因果ループ図の基本要素は変数である。変数は、システム内の状態や量を表し、時間の経過とともに変化するものである。例えば、「人口」「出生率」「死亡率」「経済成長」などが変数として挙げられる。

#### 矢印
矢印は、変数間の因果関係を示す。矢印の起点は影響を与える変数であり、矢印の先は影響を受ける変数を表す。一方向の矢印は一方的な影響を示し、双方向の矢印は相互に影響を与え合う関係を示す。

#### 影響の向き
矢印には、影響の向きが記される。同じ方向に影響を与える場合は正のフィードバック（+）、逆方向に影響を与える場合は負のフィードバック（-）と表記される。例えば、出生率が上昇すると出生数が増加する場合は正のフィードバック、出生率が上昇すると死亡率が減少する場合は負のフィードバックとなる。

### フィードバック・ループの種類
フィードバック・ループは、システム内で複数のフィードバックからなる循環を見出したものである。フィードバック・ループはシステムの安定性や変動性を理解するための重要な要素であり、特に自己強化型ループとバランス型ループの二種類に分類される。これらのループは、システムがどのように時間とともに変化し続けるのか、あるいはどのように安定を保つのかを説明するために使われる。

#### 自己強化型ループ（Reinforcing Loop）
自己強化型ループは、システムの変化を加速し続けるループである。このループでは、ある変数の変化が他の変数に影響を与え、その影響が元の変数にフィードバックされることで、変化が増幅される。このタイプのループは、システムが急速に成長または悪化する原因となる。例えば、以下のような例が挙げられる。
1. インフルエンサーの人気：あるインフルエンサーが人気を得ると、その影響力がさらに多くのフォロワーを引きつけ、その結果、影響力がさらに増加する。
2. 犯罪の増加：ある地域で犯罪が増加すると、その地域の治安が悪化し、住民の不安が高まり、警備が手薄になることで、さらに犯罪が増加する。
3. 教育の格差：高い教育を受けた親が子供に高い教育を提供することで、その子供がさらに高い教育を受け、その次の世代にも高い教育を提供する傾向が強まる。
4. 社会的流行：特定のファッションやライフスタイルが流行すると、その人気がさらに人々の関心を引き、結果として流行が広がり続ける。
5. 言語の普及：ある言語が広く使われるようになると、その言語を学ぶ人が増え、さらにその言語の使用範囲が広がる。
6. 伝統の維持：ある伝統が広く実践されると、それを学ぶ人が増え、伝統がさらに強化される。
7. 芸術運動：ある芸術運動が注目を集めると、そのスタイルを模倣するアーティストが増え、運動がさらに広がる。
8. 食文化の拡大：特定の料理が人気を得ると、それを提供するレストランが増え、さらにその料理の人気が高まる。
9. 投資バブル：ある企業の株価が上昇すると、多くの投資家がその株を購入し、さらに株価が上昇する。
10. 経済成長：経済が成長すると、企業の利益が増え、雇用が拡大し、消費が増加し、さらに経済が成長する。

#### バランス型ループ（Balancing Loop）
バランス型ループは、システムの変化を抑制し、安定化させるループである。このループでは、ある変数の変化が他の変数に影響を与え、その影響が元の変数にフィードバックされることで、変化が収束する。このタイプのループは、システムを安定状態に保つために重要であり、制御や調整のメカニズムとして働く。例えば、以下のような例が挙げられる。
1. 治安維持：犯罪が増加すると警察の活動が強化され、結果として犯罪が減少する。
2. 交通渋滞：交通量が増加すると渋滞が発生し、人々が公共交通機関を利用するようになり、結果として交通量が減少する。
3. 人口抑制：人口が増加すると資源が不足し、その結果として出生率が低下し、人口増加が抑制される。
4. 社会福祉：失業率が増加すると社会福祉の支出が増え、失業者が減少することで、再び社会福祉の支出が減少する。
5. 教育制度：教育の質が低下すると教育改革が進められ、教育の質が向上し、再び安定した状態に戻る。
6. 文化保存：ある文化が失われそうになると、その保存活動が活発化し、文化が保存される。
7. 言語保護：言語が消滅の危機に瀕すると、その言語の教育や保存活動が増加し、言語の使用が維持される。
8. 伝統行事：伝統行事への参加者が減少すると、その行事の宣伝や支援が強化され、参加者が増加する。
9. 芸術の保護：芸術作品が危機にさらされると、その保護活動が増加し、作品が保存される。
10. 宗教の維持：宗教の信者が減少すると、布教活動が活発化し、信者が増加する。

### 自己強化型ループとバランス型ループの併存
システム内で自己強化型ループとバランス型ループが併存することはよく見られる現象である。これらのループが同時に存在することで、システムは複雑でダイナミックな動きを見せる。
自己強化型ループとバランス型ループの併存は、システムが持つ成長と安定の両方の力を理解するために重要である。以下の具体例を通じて、この併存がどのようにシステムの動きを形成するかを解説する。

#### 経済成長とインフレーション
経済成長が進むと、企業の利益が増加し、雇用が拡大し、消費が増加する。これがさらに経済成長を促進するという自己強化型ループが働く。しかし、経済成長が進みすぎると、需要が供給を上回り、物価が上昇し始める。これによりインフレーションが発生し、消費者の購買力が低下し、経済成長が抑制されるというバランス型ループが働く。このように、経済成長を促進する自己強化型ループと、インフレーションを抑制するバランス型ループが併存することで、経済は成長と安定のバランスを保ちながら変動する。

#### 技術革新と市場飽和
新しい技術が開発されると、それを基にした製品やサービスが市場に投入され、企業の収益が増加し、さらなる技術開発が進むという自己強化型ループが働く。しかし、技術革新が続くと市場が飽和し、需要が供給を追い越すことが難しくなる。これにより、製品の売上が頭打ちになり、技術開発のスピードが抑制されるというバランス型ループが働く。技術革新による成長を促す自己強化型ループと、市場飽和による安定化を促すバランス型ループが併存することで、市場の成長と安定のバランスが取られる。

#### 人口増加と資源枯渇
人口が増加すると、労働力が増え、経済が活性化し、さらに人口が増加するという自己強化型ループが働く。しかし、人口増加が進むと、資源の消費が増加し、資源が枯渇する。これにより、生活水準が低下し、人口増加が抑制されるというバランス型ループが働く。人口増加による成長を促す自己強化型ループと、資源枯渇による安定化を促すバランス型ループが併存することで、人口の増減がバランスされる。

#### 環境保護と経済活動
経済活動が活発になると、企業の利益が増加し、さらなる経済活動が促進されるという自己強化型ループが働く。しかし、経済活動が活発になると、環境への負荷が増加し、環境保護のための規制が強化される。これにより、経済活動が抑制されるというバランス型ループが働く。経済活動の増加を促す自己強化型ループと、環境保護による安定化を促すバランス型ループが併存することで、経済と環境のバランスが保たれる。

## 関連する概念

### 全体性 (Wholeness)
全体性とは、システムが単なる部分の集合以上のものであり、全体として機能するという概念である。この概念は、一般システム理論の創始者であるルートヴィヒ・フォン・ベルタランフィによって提唱された。ベルタランフィは、生物学的システムを研究する中で、部分の総和以上の特性を持つ「開放系」としてのシステムの重要性を強調した。全体性の概念は、複雑なシステムを理解する上で極めて重要である。なぜなら、システムの振る舞いは個々の要素の特性だけでは説明できず、要素間の相互作用から生まれる創発的な性質を考慮する必要があるからである。
例えば、人体は様々な器官や組織から構成されているが、その機能は単に個々の器官の機能の総和ではない。各器官が相互に作用し合うことで、生命という複雑なシステムが維持されている。同様に、組織や社会システムにおいても、全体性の視点は問題解決や意思決定において重要な役割を果たす。

### 相互依存性 (Interdependence)
相互依存性は、システムを構成する要素が互いに密接に関連し合っているという概念である。この概念は、システムダイナミクスの創始者であるジェイ・フォレスター の研究によって強調された。フォレスターは、MITでの研究を通じて、産業システムや都市システムにおける要素間の複雑な相互作用を明らかにした。
例えば、企業組織において、マーケティング部門の決定は生産部門や財務部門に影響を与え、逆にそれらの部門の状況がマーケティング戦略に影響を与える。このような相互依存性を認識することで、組織全体の最適化が可能となる。また、環境問題においても、気候変動、生態系の破壊、人間活動の間の相互依存性を理解することが、持続可能な解決策を見出す鍵となる。

### レバレッジ・ポイント (Leverage Points)
レバレッジ・ポイントは、システム全体の挙動を効果的に変えることができる介入点を指す概念である。この概念は、環境科学者のドネラ・H・メドウズ によって詳細に研究された。メドウズは、複雑なシステムにおいて小さな変化が大きな効果をもたらす点を特定し、その重要性を強調した。レバレッジ・ポイントの特定は、限られたリソースで最大の効果を得るために重要である。
例えば、教育システムにおいて、教師の質の向上は生徒の学習成果に大きな影響を与えるレバレッジ・ポイントとなりうる。同様に、都市計画において、公共交通機関の整備は交通渋滞の緩和や環境負荷の低減に大きな効果をもたらす可能性がある。

### 時間的遅れ (Time Delays)
時間的遅れは、システム内での原因と結果の間に存在する時間的な遅れを指す。フォレスターのシステムダイナミクス理論の要素である。フォレスターは、産業システムにおける在庫管理や人材採用などの問題で、この時間的遅れの影響を詳細に分析した。時間的遅れの認識は、短期的な対症療法ではなく、長期的な視点での問題解決を可能にする。
例えば、環境政策の効果が現れるまでには長い時間がかかることがある。CO2排出削減策を実施しても、気候システムの慣性により、その効果が顕著に現れるまでには数十年かかる可能性がある。この時間的遅れを考慮しないと、政策の効果を過小評価し、必要な対策を怠る危険性がある。

### 経路依存性（Path dependency）
経路依存性は、システムの現在の状態や将来の可能性が、過去の決定や事象によって強く影響を受けるという概念である。この概念は、経済学者のポール・デイビッド (Paul David) やブライアン・アーサー (W. Brian Arthur) らによって発展させられた。
経路依存性は、一度特定の経路や技術が選択されると、それを変更するコストが高くなり、その経路に「ロックイン」される傾向があることを示す。これは、システムの進化や変化が必ずしも最適な結果をもたらすとは限らないことを意味する。例えば、キーボードの配列（QWERTY配列）は、タイプライターの機械的制約に基づいて設計されたが、コンピューターの時代になっても、使用者の慣れや互換性の問題から変更が困難になっている。これは技術的な経路依存性の典型例である。経済システムにおいても、経路依存性は重要な役割を果たす。例えば、産業集積の形成過程では、初期の立地決定が後続の企業の立地選択に影響を与え、特定の地域に産業が集中する結果をもたらす。経路依存性の理解は、長期的な政策立案や戦略策定において重要である。過去の決定が将来の選択肢を制限する可能性があることを認識し、柔軟性を維持しつつ、望ましい経路を選択することが求められる。

## 書籍
- システム思考入門 ISBN 4535576114
- 最強組織の法則―新時代のチームワークとは何か ISBN 419860309X
- システム・シンキング―問題解決と意思決定を図解で行う論理的思考技術 ISBN 4820740156
- なぜあの人の解決策はいつもうまくいくのか?―小さな力で大きく動かす!システム思考の上手な使い方 ISBN 4492555757
- ウィーナー サイバネティックス――動物と機械における制御と通信 (岩波文庫) 2011年 ISBN 400339481X
- Ludwig von Bertalanffy (1976; revised) General System theory: Foundations, Development, Applications. (George Braziller) ISBN 0-8076-0453-4
- Fritjof Capra (1997) The Web of Life (HarperCollins) ISBN 0-00-654751-6